# Фіалка М-125

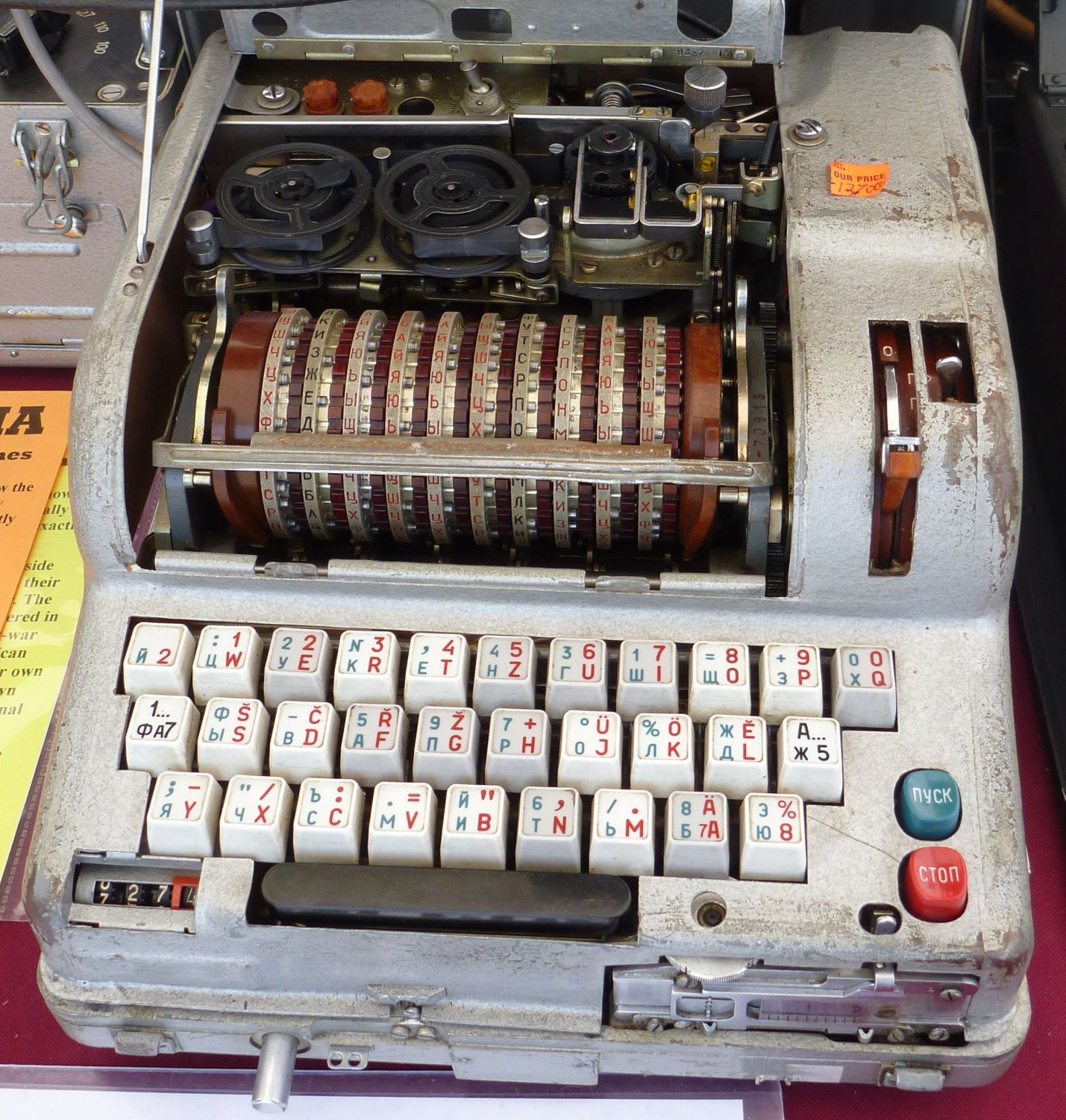
Радянська шифрувальна машинка Фіалка М-125

Фіалка (М-125) — шифрувальна машина, розроблена в СРСР невдовзі після Другої світової війни. Використовувалася країнами Варшавського договору до 1990-х років. Більша частина машин після розвалу СРСР була розібрана або знищена. Декілька екземплярів зберігається в приватних колекціях і музеях. Працююча модель представлена в музеї Музеї комп'ютерної історії в США і Блетчлі-Парку (Bletchley Park) у Великій Британії. В історії криптографії мало що відомо про Фіалку, до 2005 року вся інформація про її конструкцію трималася в секреті.
Фіалка містить пристрій зчитування з паперової перфострічки справа, якщо дивитися спереду машини, а зверху — пристрій для друку і для перфорування стрічки. Пристрій вставки перфострічки для вводу ключа знаходиться з лівого боку. Фіалка живиться від джерела постійного струму напругою 24 В, а через окремий блок живлення — від мережі змінної напруги 100 … 250 В, 50 або 400 Гц.

## Механізм шифрування
Як і інші роторні машини, Фіалка складається з механічних та електричних підсистем. Механічна частина включає в себе клавіатуру, набір дисків що обертаються — роторів, — які були розташовані вздовж валу і прилягали до нього, і сходинкового механізму, що рухав один або декілька роторів при кожному натиску на клавішу. Рух роторів приводить до різноманітних криптографічних перетворень при кожному наступному натиску клавіш на клавіатурі. Механічна частина рухалася, замикаючи контакти, при цьому утворюючи електричний контур, що змінюється (тобто сам процес шифрування фактично був реалізований електрично). При натисканні на клавішу клавіатури контур замикався, струм проходив через різні ланцюжки і в результаті отримували необхідну букву коду.
По суті ротор виконував дуже простий тип шифрування: елементарний шифр заміни. Наприклад, контакт, що відповідальний E, міг бути з'єднаний з контактом букви T на другій стороні ротора. Але при використанні декількох роторів в зв'язці за рахунок постійного обертання отримується більш надійний шифр.

## Ротори

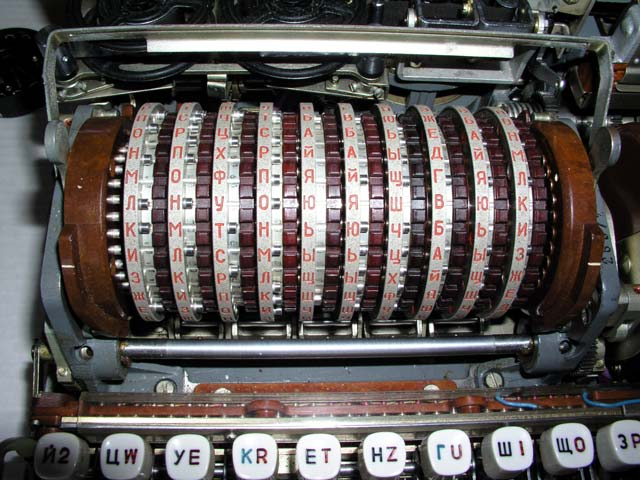
10 роторів

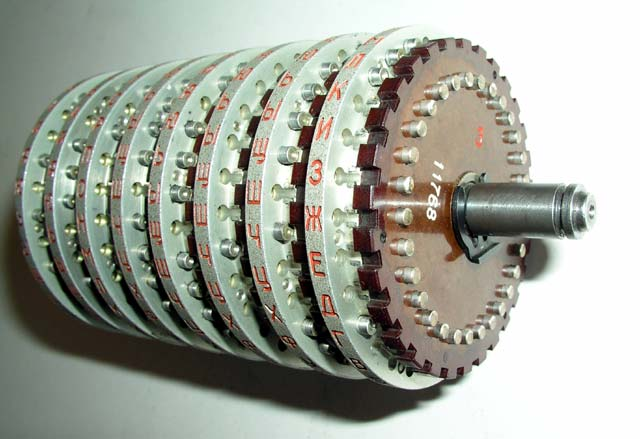
набір роторів, показані 30 контактів

В центрі кожної машини фіалка 10 різних кодувальних коліс(роторів), позначених буквою кириличного алфавіту а саме: 
А(1) Б(2) В(3) Г(4) Д(5) Е(6) Ж(7) З(8) И(9) К(10)
Кожний ротор являє собою диск приблизно 10 см в діаметрі, виготовлений з ебоніту чи бекаліту, з 30 пружинними штирковими контактами з одного боку ротора, розташованим по колу. На іншій стороні знаходилась відповідна кількість плоских електричних контактів. Штиркові і плоскі контакти відповідали літерам в алфавіті. Не враховувалися букви "Ё", "Й" і "Ъ". При дотиканні контакти сусідніх роторів замикали електричний ланцюг.
Набір з цих 10 унікальних коліс інколи називають «Протон». Є два різних типи колеса: фіксовані і регульовані. Фіксовані колеса були введені раніше для М-125-хх моделі, а регульовані колеса були введені для M-125-3xx моделі в 1978 році. В регульованих наборах можна налаштування зовнішнього кільця, тим самим отримувати 30 можливих позицій. Суттєвою відмінністю Фіалки від інших роторних машин - кожний ротор обертався в напрямку протилежному сусіднім.
Різні набори коліс були випущені для різних країн Варшавського договору. Відоме значення декількох префіксів:
3K: Польща
4K: Східна Німеччина
6K: Чехословаччина
0K: Загальні проводки для всіх країн у випадку війни
1K: СРСР
На кришці пристрою знаходився запасний ротор.